# Segell d'Alaska
El Segell de l'Estat d'Alaska va ser adoptat primer abans d'esdevindre estat, quan l'àrea que cobreix Alaska era coneguda com el Districte d'Alaska. El primer governador va designar un segell del districte, que figurava glaceres, aurores polars, iglús i un inuit pescant sobre gel.
El 1910 aquest segell va ser reemplaçat per un disseny més representatiu de la riquesa industrial i natural de l'estat. El segell d'avui en dia conté raigs sobre de les muntanyes que representen les famoses aurores polars d'Alaska. La fosa simbolitza la mineria; el tren simbolitza els ferrocarrils; i els vaixells denoten el transport marítim. Els arbres que figuren en el segell simbolitzen la riquesa estatal de fusta, i l'agricultor, el seu cavall, i els tres xocs de blat representen l'agricultura d'Alaska. El peix i les foques signifiquen la importàncial essencial del peix i altres animals de consum humà per a l'economia d'Alaska.